# 伊凡·维霍夫斯基
伊凡·维霍夫斯基（烏克蘭語：Іван Виговський，？—1664年）是1654年至1667年间的俄波战争时的乌克兰哥萨克酋长，在位3年（1657年-1659年）。他是著名酋长与起义领导人博格丹·赫梅利尼茨基的继任者（参见乌克兰哥萨克酋长）。他在担任酋长时以其大体上的亲波政策而著称，但这也让他被亲俄哥萨克击败。

## 生平
维霍夫斯基是奥斯塔布·维霍夫斯基（亚当·基谢尔担任基辅总督时基辅要塞的摄政官）之子，他是来自基辅地区，信仰东正教的贵族。他在著名的东正教学校基辅-莫希拉学院就读。在波服役期间，他被赫梅利尼茨基的哥萨克起义军于1648年5月在茹夫提-沃蒂俘虏，他因他文化水平较高，经验较丰富而获释，并晋升为哥萨克总书记（或称为大臣，heneralny pysar），他也是赫梅利尼茨基的亲信之一。
在赫梅利尼茨基去世后，他获选为酋长，他试图找到平衡自1654年佩列亚斯拉夫条约后，俄罗斯那在乌克兰无处不在的影响力的力量。哥萨克上层集团和教会支持他的亲波政策，但是下层民众与普通的哥萨克士兵依然怀疑并憎恨波兰人，因为波兰人在很长时间内，将他们当农奴使唤。结果，由亚基夫·巴拉巴什领导的部分哥萨克提出将哥萨克波尔塔瓦团上校马丁·普什卡尔提为酋长候选人。反抗酋长的起义日渐增加。在维霍夫斯基的军队于1658年6月与亲俄哥萨克发生冲突时，起义的时机成熟了。维霍夫斯基的军队占优势，杀死了普什卡尔，并逼迫巴拉巴什出逃（他随后会被俘，处死）。但是，这很明显是窝里斗，大约50000人在这次冲突中惨遭涂炭。
随着其在乌克兰权力日渐攀升，维霍夫斯基试图与波兰人达成可接受的协议。在他的贵族兄弟尤里·内米利奇的支持下，维霍夫斯基开始与波兰政府谈判，签署1658年的哈蒂亚奇条约。在该条约中，乌克兰会成为波兰立陶宛联邦第三个，也是自治主体，处在波兰国王的最高统治权下，但拥有自己的军队、法院和财政部。另外，东正教信徒会得到和天主教徒一样的对待。原则上，这份协议会给予哥萨克几个世纪以来都未曾得到过的那么大的自治权和尊严。
但是，1658年的哈蒂亚奇条约从未执行过。在签署这一条约时，波雅尔阿列克谢·特鲁贝茨科伊率领大批俄军（根据文献，俄军兵数多达150000人；其中大约100000人围攻科诺托普，剩余的在试图跟随维霍夫斯基的哥萨克时被鞑靼人杀戮，结果减员20000至30000人）进入乌克兰。作为回应，维霍夫斯基带领60000名哥萨克士兵与波兰盟友，及40000鞑靼盟友抵抗俄军。俄军在科诺托普附近完败。但是，维霍夫斯基不能利用好这次胜利，俄军驻扎在几个哥萨克城镇的军队依然在抵抗，而他的鞑靼盟友因为克里米亚遭到独立的哥萨克军队的进攻，而不得不回去了。此外，由伊凡·博昆领导的亲俄动乱再次在哥萨克间爆发了。1659年，在乌克兰面对反抗其统治的第二次起义，维霍夫斯基不能控制要争夺权力，危险且一片混乱的军队，他只得辞去酋长的职务，退职到波兰去了。
不幸的是，他任职期间的亲波兰行为和愿意放下大权的态度救不了他。1664年，另一位哥萨克酋长帕夫洛·泰泰里亚视维霍夫斯基为潜在的对手，他以波兰人之手将维霍夫斯基逮捕，并把他处死。维霍夫斯基成为了同胞相残的权力斗争的牺牲品，这次权力斗争破坏了17世纪后半期的乌克兰。